# 勒泰伊 (奥恩省)
勒泰伊（法語：Le Theil，法語發音：[lə tɛj] ⓘ）是法国奥恩省的一个旧市镇，属于莫尔塔涅欧佩什区。2016年，勒泰伊与临近的5个市镇合并为新市镇瓦勒欧佩什，勒泰伊为新市镇行政中心。

## 地理
勒泰伊（48°15'50"N, 0°41'17"E）面积9.53 平方千米，位于法国诺曼底大区奧恩省，该省份为法国西北部内陆省份，北起顺时针与卡爾瓦多斯省、厄尔省、厄尔-卢瓦省、萨尔特省、马耶讷省和芒什省接壤。
与勒泰伊接壤的市镇（或旧市镇、城区）包括：莱米蒂耶尔、阿沃泽。

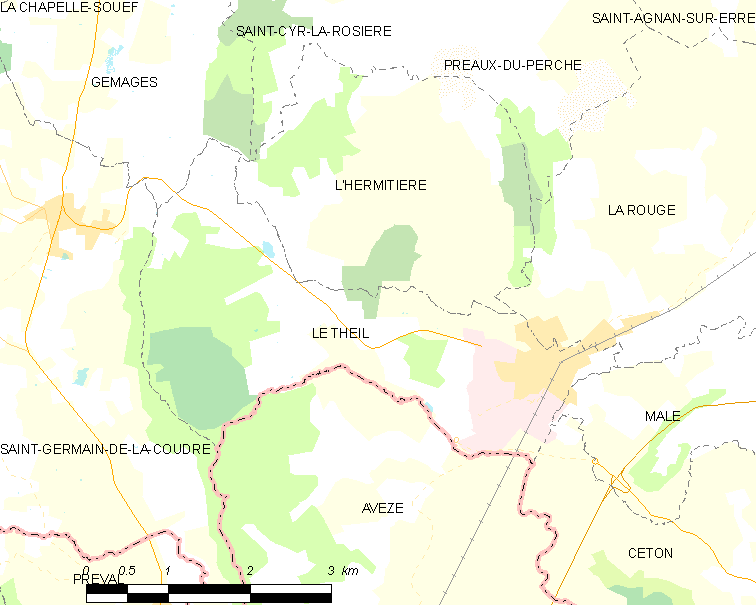
的OSM定位图

勒泰伊的时区为UTC+01:00、UTC+02:00（夏令时）。

## 行政
勒泰伊的邮政编码为61260、61130、61340，INSEE市镇编码为61484。

## 政治
勒泰伊所属的省级选区为瑟通县。

## 人口

1962-2008年间人口变化图示

勒泰伊于2018年1月1日时的人口数量为1674人。